# ما می‌توانیم قهرمان باشیم
ما می‌توانیم قهرمان باشیم (به انگلیسی: We Can Be Heroes) فیلمی در ژانر ابرقهرمانی است محصول سال ۲۰۲۰ و به نویسندگی و کارگردانی رابرت رودریگز است. در این فیلم بازیگرانی همچون پریانکا چوپرا، پدرو پاسکال، یایا گوسلین، بوید هالبروک، سانگ کانگ، تیلور دولی، کریستین اسلیتر، هیلی رینهارت و کریستوفر مک‌دونالد ایفای نقش کرده‌اند.